# Канон (религия)
Вижте пояснителната страница за други значения на Канон.
Канон (от гръцки: κανών – „правило, модел“) в религията е свещено църковно правило или норма за вярата и обредите, установено от Църквата и признато от държавата.
Думата е употребена в Гал. 6:16 и Фил. 3:16. В същото значение тя се е употребявала и от гръцките отци. Понеже мерилото за отсъждане на всички въпроси отците търсели волята Божия, изявена в писанията на Стария и Новия Завет, те естествено започнали да дават думата канон на свещените писания и да ги наричат канонът. Под канонът се разбира и листът или каталогът, в който се намират книгите, които съдържат боговдъхновеното правило на вярата.